# Saint-Sauveur (Vienne)
Saint-Sauveur korábbi község Franciaország Új-Aquitania régiójában, Vienne megyében. 2016. január 1-jén Senillé korábbi községgel egyesült és az így létrejött Senillé-Saint-Sauveur új község része lett.
Lakosainak száma 1045 fő (2018. január 1.). Saint-Sauveur Senillé községgel határos.

## Népesség
A település népessége az elmúlt években az alábbi módon változott:
| Lakosok száma | 688  | 597  | 649  | 1006 | 947  | 1057 | 1073 | 1902 | 1078 | 1045 |
|               | 1962 | 1968 | 1975 | 1990 | 1999 | 2008 | 2013 | 2016 | 2017 | 2018 |